# Bentivoglio de Bonis
Bentivoglio de Bonis OFM (ur. w 1188 w San Severino Marche, zm. 25 grudnia 1232 tamże) – włoski franciszkanin, kapłan, błogosławiony Kościoła rzymskokatolickiego.

## Życiorys
Bentivoglio urodził się w 1188 w San Severino w Marchii Ankonskiej. Słysząc kazanie franciszkanina Paolo da Spoleto postanowił wstąpić do zakonu franciszkańskiego. Habit zakonny przyjął w Asyżu z rąk św. Franciszka. Po otrzymaniu święceń kapłańskich mieszkał w klasztorze w Ponte della Trave, gdzie opiekował się trędowatym. Gdy przełożeni kazali przenieść mu się do innego konwentu w Monte San Vinicio, postanowił zabrać chorego ze sobą. Błogosławiony przeżywał ekstazy, był cenionym kaznodzieją. Zmarł w San Severino w 1232. Został pochowany w kościele klasztornym. Kult zaaprobował 30 września 1852 papież Pius IX. Relikwie znajdują się w kościele Santa Maria dei Lumi w San Severino.
Błogosławiony wspomniany został w Kwiatkach św. Franciszka.